# Wehrmachtsausstellung

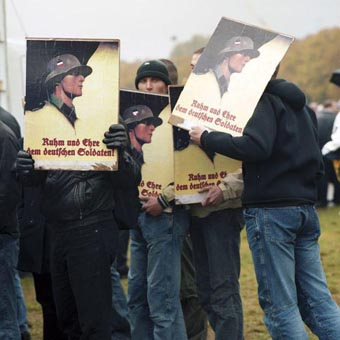
Manifestanti della destra estrema contro la mostra sulla Wehrmacht a Monaco il 12 ottobre 2002

La Wehrmachtsausstellung (in italiano mostra sull'esercito tedesco) fu una mostra incentrata sui crimini di guerra commessi dalla Wehrmacht sul fronte orientale dal 1941 al 1944.

## Mostra originale 1995 - 1999
L'immagine di una Wehrmacht "senza macchia" fu scossa da una mostra prodotta dall'Hamburger Institut für Sozialforschung (Istituto per la ricerca sociale di Amburgo) intitolata Vernichtungskrieg. Verbrechen der Wehrmacht 1941 bis 1944 ("War of Annihilation. Crimes of the Wehrmacht 1941 to 1944"). La controversa e popolare mostra, vista da oltre 1.200.000 visitatori, ha affermato, con il supporto di documenti fissi e fotografie, che la Wehrmacht fu "coinvolta nella pianificazione e nell'attuazione dell'annientamento degli ebrei, dei prigionieri di guerra e delle popolazioni civili". Il lavoro fu preparato dagli storici Hannes Heer e Gerd Hankel.